# غايل غينيفييه
غايل غينيفييه (بالفرنسية: Gaël Genevier)‏ (مواليد 26 يونيو 1982 في سانت مارتين دهيريس - فرنسا) لاعب كرة قدم فرنسي يلعب حالسا لصالح نادي الدرجة الأولى سيينا الإيطالي منذ 2009 في مركز الوسط المحوري .

## روابط خارجية
- غايل غينيفييه على موقع قاعدة بيانات كرة القدم.إي يو (الإنجليزية)
- غايل غينيفييه على موقع Soccerway.com (الإنجليزية)
- غايل غينيفييه على موقع عالم كرة القدم.نت (الإنجليزية)